# Мирчо Атанасов
Мирчо Атанасов, известен като Тръстенички и Велешки, е български революционер, велешки войвода на Вътрешната македоно-одринска революционна организация.

## Биография
Мирчо Атанасов е роден в кумановското село Тръстеник, тогава в Османската империя, днес в Северна Македония. Влиза във ВМОРО и е четник в Светиниколско. През септември 1911 година става самостоятелен велешки войвода. В края на 1911 година в село Сълп четата му е предадена от сърбомани и след кратко сражение всички четници се самоубиват. Като негов заместник е изпратен подпоручик Георги Гърчев.
На гибелта на Мирчо Атанасов и неговите другари е посветена народната песен „Мирчо Велешки“.